# Something Borrowed
Something Borrowed (Brasil: O Noivo da Minha Melhor Amiga / Portugal: Empresta-me o teu Namorado) é um filme de 2011 do gênero comédia romântica, dirigido por Luke Greenfield e estrelado por Ginnifer Goodwin, Kate Hudson, John Krasinski e  Colin Egglesfield. Estreou em 6 de maio nos Estados Unidos, 13 de maio no Brasil e 23 de junho em Portugal.
O filme foi recebido de forma geralmente negativa pelos críticos especializados, obtendo uma média de 14% de aprovação no Rotten Tomatoes, que se baseou em 111 críticas recolhidas.

## Sinopse
Rachel, uma advogada, bebe demais na comemoração do seu aniversário de 30 anos e acaba indo para a cama com o noivo de sua melhor amiga Darcy, Dex, que foi seu colega na faculdade. Ela passa então a conviver com o sentimento que possui por Dex e o remorso em relação a Darcy, a quem tem que ajudar com os preparativos do casamento, do qual será madrinha.

## Elenco
- Kate Hudson como Darcy Rhone
- Ginnifer Goodwin como Rachel White
- John Krasinski como Ethan
- Colin Egglesfield como Dex Thaler
- Steve Howey como Marcus
- Ashley Williams como Claire
- Geoff Pierson como Sr. Thaler
- Jill Eikenberry como Sra. Thaler